# Dakshin-Gangotri-Gletscher
Der Dakshin-Gangotri-Gletscher (auch bekannt als DG-Gletscher) ist ein Gletscher an der Prinzessin-Astrid-Küste des ostantarktischen Königin-Maud-Lands. Er liegt hinter der indischen Maitri-Station am Südrand der Schirmacher-Oase.
Indische Wissenschaftler benannten ihn nach der Dakshin-Gangotri-Station, der ersten Forschungsstation Indiens in Antarktika.